# Corporation for National Research Initiatives
Corporation for National Research Initiatives (CNRI) – amerykańska organizacja non-profit, której głównym celem jest wspieranie rozwoju kluczowych technologii przetwarzania i udostępniania wiedzy z użyciem sieci komputerowych. 
CNRI została założona w 1986 roku przez Roberta E. Kahna. Jej siedziba znajduje się w Reston w stanie Wirginia w Stanach Zjednoczonych. CNRI ściśle współpracuje z rządem USA, a także z kilkunastoma innymi instytucjami oraz uczelniami amerykańskimi nad stałym rozwojem National Information Infrastructure.
Do najważniejszych projektów CNRI należą:
- CORDRA (Content Object Repository Discovery and Resolution Architecture) i Defense Virtual Information Architecture – projekt realizowany z Departamentem Obrony USA – polega na stworzeniu jednolitego obiegu materiałów edukacyjnych związanych z obronnością Stanów Zjednoczonych i zaadaptowanie systemu DOI do cyfrowych dokumentów Departamentu Obrony i DARPA
- D-Lib i D-Lib Magazine – forum dyskusyjne i czasopismo poświęcone działaniom prowadzonym przez CNRI
- DOI – rozwijanie systemu identyfikatorów cyfrowych dokumentów elektronicznych realizowany we współpracy z International DOI Foundation; CNRI obsługuje w ramach tego projektu Handle System, czyli główne repozytorium identyfikatorów i przypisanych do nich metadanych.
- Speech and Language Processing Center – jednostka badawcza zajmująca się rozwojem procesorów mowy i tekstu np. automatycznych tłumaczy z jednego języka na inny.

Oprócz tego w wyniku prac koordynowanych przez CNRI rozwinięto kilkanaście kluczowych technologii i baz danych m.in.:
- język Python i JPython
- bazę danych  CORDS US Copyright Office
- Electronic Payments Forum – system integrujący różne sposoby płatności elektronicznej i ustanawiający standardy w tej dziedzinie
- Application Gateway System – system serwerowy umożliwiający zestawianie w sieci z serwerów pracujących na różnych systemach operacyjnych.